# 查尔斯·斯科特 (州长)
查尔斯·斯科特（英語：Charles Scott，1739年4月—1813年10月22日），18世纪美国军人，曾于1808年当选第四任肯塔基州州长。他很小时就沦为孤儿，于1755年加入弗吉尼亚第一团，在英法北美战争期间主要执行侦察和护送任务，并且迅速晋升至上尉军衔。斯科特在战争结束后完婚并开始在父亲留下的土地上务农，但随着美国革命局势日趋紧张，他又于1775年回到军队。1776年8月，斯科特晋升上校并执掌弗吉尼亚第五团。该团同年在新泽西州与乔治·华盛顿会师，并在华盛顿指挥下参与费城战役。斯科特为华盛顿指挥轻步兵，到1778年下半年还开始担任情报主任。费城战役接近尾声之际，斯科特开始休假，并于1779年3月重返部队，受命前往南卡罗莱纳协助南方战场的本杰明·林肯少将。他在亨利·克林顿开始围城前不久抵达查尔斯顿，结果在城内守军投降后沦为战俘。1781年3月获假释后，斯科特又于1782年7月经交换战俘获释，此后还在战争结束前完成几项招募任务。
战争结束后，斯科特于1785年探访西部边境，然后开始为长久迁居作准备，于1787年在今肯塔基州凡尔赛附近定居。面对印第安人时时扫荡的威胁，他于1790年组建志愿军连，并加入约西亚·哈马尔对印第安人的远征。哈马尔的征讨以失败告终后，华盛顿总统下令阿瑟·圣克莱准备进攻西北领地的印第安人地盘。与此同时，已是弗吉尼亚民兵准将的斯科特受命开展一系列前期突袭。1791年7月，他率军多次成功突击奥阿特农村，但同年末圣克莱带兵发起的主线攻势仍不免落于惨败。1792年肯塔基州从弗吉尼亚州分离后不久，肯塔基州议会委任斯科特统领州民兵第二师，并授予少将军衔。斯科特带领第二师同“疯狂的安东尼”统率的合众国军团在接下来的西北印第安人战争中相互配合，最终经鹿寨战役奠定胜局。
斯科特曾当选弗吉尼亚州众议员，还曾多次担任总统选举人，退伍后，年势已长的他决定出马竞选州长。经继女婿杰西·布莱索执掌，斯科特1808年的州长竞选成效显著，最终以大幅优势战胜约翰·艾伦和格林·克莱。上任后不久，他因州长官邸的台阶太滑摔倒，导致此后都需要拐杖才能走动，而且更加依赖此前任命为州务卿的布莱索。斯科特在州内事务上经常同州议会发生磨擦，但他任内的关注重点还是美国同大不列颠之间日趋紧张的局势，以及最终爆发的1812年战争。斯科特决定任命不是州内公民的威廉·亨利·哈里森出任肯塔基民兵加衔少将，此举可能有违州宪法，但却依然得到州内居民认可。任期届满后，斯科特返回坎恩伍德大宅，此后身体状况急剧恶化，最终于1813年10月22日辞世。无论州内还是州外，都有县和城市用斯科特命名以示纪念，如肯塔基州的斯科特县和印第安纳州的同名县，以及肯塔基州斯科茨维尔和弗吉尼亚州同名城市。

## 生平

### 早年经历和家庭
查尔斯·斯科特于1739年在弗吉尼亚殖民地古奇兰县境内（今属波瓦坦县）出生，具体日期不明，但很可能是四月份。他的父亲塞缪尔·斯科特（Samuel Scott）以务农为生，是弗吉尼亚殖民地下议院议员，母亲很可能在1745年左右去世，名字现已无从考证。除哥哥约翰（John）外，查尔斯还有两个弟弟和一个妹妹，分别叫爱德华（Edward）、约瑟夫（Joseph）和玛莎（Martha）。除父母的教导外，他还在距家不远的乡间学校就读，但文化程度只达到基础教育水平。
塞缪尔于1755年去世后不久，查尔斯成为木匠学徒。同年7月底，当地法院准备为他指定监护人，但斯科特在人选尚未确定时于十月加入弗吉尼亚第一团，分配到大卫·贝尔（David Bell）率领的连。英法北美战争早期，斯科特在前线执行任务并熟悉山体环境，出众表现赢得上级赞赏。由于身边战友大多行事散漫、缺乏训练，因此他很快脱颖而出，升任下士，到1756年6月时又已晋升中士。
布雷多克远征（Braddock Expedition）期间，斯科特在乔治·华盛顿手下效力，此次旨在从法军手中夺取杜肯堡（Fort Duquesne）的军事行动以失败告终。1756年的大部分时间及1757年早期，他都在坎伯兰堡（Fort Cumberland）和华盛顿堡（Fort Washington）间辗转奔波，执行侦察和护送任务。1757年4月，华盛顿统领的团因裁员需要解除大卫·贝尔的连长职务，斯科特被派往皮尔索尔堡（Fort Pearsall）向罗伯特·麦肯齐（Robert McKenzie）上尉报到。同年8至9月，华盛顿派斯科特及一支侦察小队针对杜肯堡执行两次侦察任务，准备对该要塞发起进攻，但这两次任务都没有获得什么有价值的情报。11月，斯科特曾参与意图夺取杜肯堡的福布斯远征（Forbes Expedition），这年余下的时间则在劳登堡（Fort Loudoun）度过，华盛顿在此期间晋升他为少尉。
1759年，斯科特大部分时间都是在执行护送任务及修筑道路和堡垒。弗吉尼亚殖民地的兵力在此期间从乔治·华盛顿手下转由威廉·伯德（William Byrd）上校统领。1760年，伯德率德弗吉尼亚殖民地将士征讨切罗基人，斯科特于同年7月升任上尉，但他在此次行动中的具体作用已无从考证。伯德的征战成功后，殖民地总督弗朗西斯·福基尔（Francis Fauquier）于1762年2月下令部队解散，但斯科特此前就已退伍，具体日期不明。
斯科特的哥哥约翰在1762年前某个时间去世，所以父亲留下来的土地就转由斯科特继承。退伍后，斯科特来到詹姆斯河与穆迪河（Muddy Creek）附近继承农场，到1761年末已在此定居。1762年2月25日，斯科特同坎伯兰县女子弗朗西丝·斯威尼（Frances Sweeney）成婚。他在农场种植烟草、碾磨面粉，还养有十名奴隶做工。1766年7月，他成为当地民兵的两名上尉之一。接下来几年里，斯科特和弗朗西丝的婚姻频繁结出果实，生有四个儿子和四或五个女儿。

### 革命战争

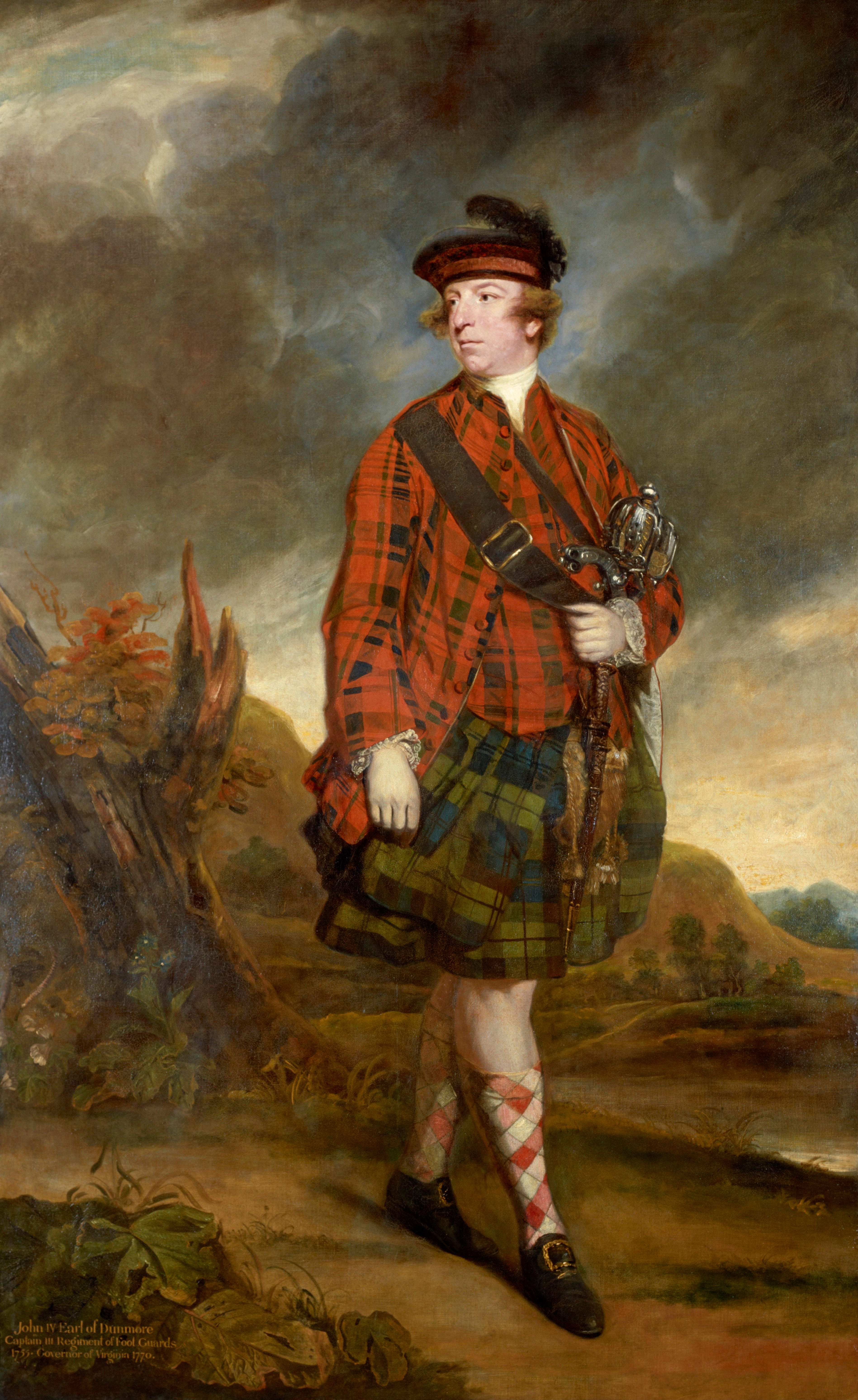
斯科特率军把邓莫尔勋爵（图）逼出弗吉尼亚殖民地

1775年美国革命局势激化后，斯科特在坎伯兰县组建志愿军连，是詹姆斯河以南地区第一个参与革命战争的连。1775年5月，斯科特的连做好随时同威廉斯堡的邓莫尔伯爵交战，支援帕特里克·亨利的准备，但邓莫尔伯爵于这年六月弃城，斯科特和亨利又于该月下旬同威廉斯堡周边各县的部队会师。7月，弗吉尼亚大会将殖民地民兵为成两个团，一个由亨利带队，另一个则由威廉·伍德福德（William Woodford）统领。由于两人都已启程前往威廉斯堡，因此大会确认斯科特在两名团长到达前临时担任威廉斯堡集结志愿军的总司令。1775年8月17日，他获选在伍德福德领导的弗吉尼亚第二团担任中校，他的弟弟约瑟夫也是该团中尉。同年12月，伍德福德派斯科特带领150人前往大布里吉（Great Bridge），守御伊丽莎白河（Elizabeth River）上一处过境点。数天后，这支部队在大布里吉之役中发挥显著作用，击毙英军查尔斯·福代斯（Charles Fordyce）上尉，进而制止英军从该过境点通过。殖民地部队在赢得此役后得以占领诺福克，邓莫尔伯爵最终撤离弗吉尼亚。
1776年2月13日，弗吉尼亚第二团并入大陆军，斯科特的中校军衔得以维持。同部分第二团将士在萨福克过冬后，斯科特获第二届大陆会议任命，从1776年8月12日开始出任弗吉尼亚第五团上校，取代辞职的威廉·皮奇（William Peachy）上校。9月结束前，弗吉尼亚第五团驻扎在汉普顿和朴次茅斯，之后再受命前往新泽西同华盛顿会师，最终于11月前往特伦顿。

#### 费城战役
弗吉尼亚第五团隶属亚当·斯蒂芬（Adam Stephen）统率的旅，曾参与12月26日殖民地军队取得胜利的特伦顿战役。接下来第五团又投身1777年1月2日的阿孙平克溪战役，迫使英军轻步兵和黑森佣兵联军向特伦顿推进的速度减缓。第五团的乔治·约翰斯顿（George Johnston）少校指出，斯科特在阿孙平克溪战役中的表现已经足以赢得不朽的荣誉。经过上述战斗，华盛顿的主力部队准备在莫里斯敦过冬，斯科特的团则在附近的查塔姆（Chatham）扎营。他还以此为据点，带领轻步兵突袭英军出外寻找食品的小分队。2月1日，他在德雷克农场之战（Battle of Drake's Farm）中以少胜多，击败英军和黑森佣兵联军，这也成为他最富盛名的一场胜战。

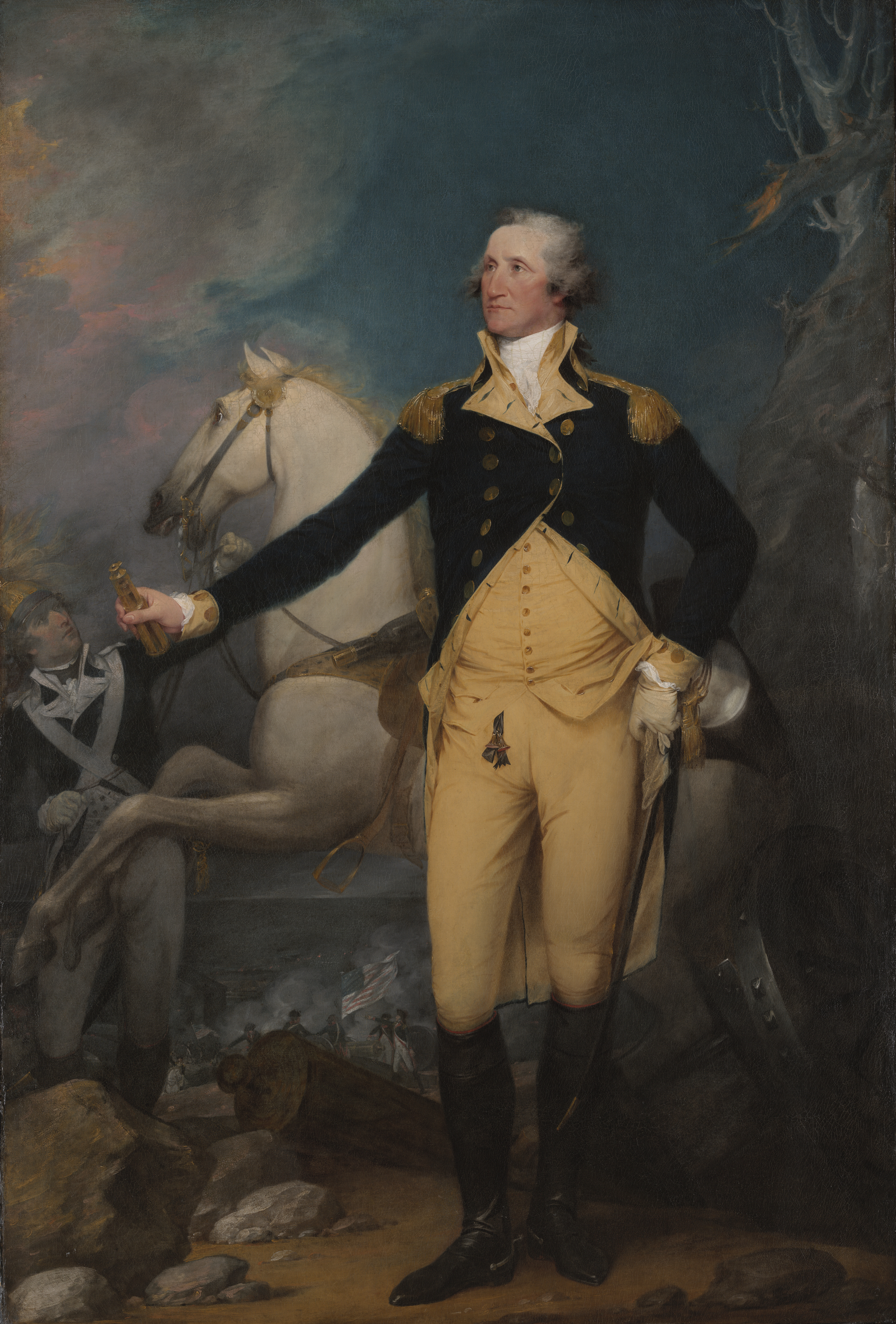
费城战役殖民地军队司令官乔治·华盛顿

1777年3月，已经连续服役一年多的斯科特首度休假返回弗吉尼亚的农场。为了表彰他的贡献，大陆会议于1777年4月2日授予斯科特准将军衔。应华盛顿要求，他于1777年5月10日回到特伦顿。弗吉尼亚的兵力是由两个旅组成的师，由已升任少将的亚当·斯蒂芬统率，两个旅中除斯科特带队的弗吉尼亚第四旅外，还有威廉·伍德福德统领的另一个旅。5月19至24日，斯科特因斯蒂芬和威廉·麥斯威爾患上疾病而临时担任师长。1777年夏，华盛顿把主要精力用在预测并反击英军将领威廉·何奥的行动上，斯科特利用战斗间的空闲向大陆会议递交抗议书，称议会在资历和军衔方面对他有欠公正。经过八个月的审议，议会接受斯科特的意见，将他的资历排在另一名准将乔治·威登（George Weedon）之前。
弗吉尼亚第四旅在9月11日的布兰迪万河战役（Battle of Brandywine）中顽强抵抗英军将领查尔斯·康沃利斯的攻势，但最终还是被迫撤退。英军获胜后，何奥朝费城逼近，基间在日耳曼敦（Germantown）短暂停留。斯科特坚持主张在日耳曼敦对何奥发起攻势，虽然华盛顿的众多部下中只有少数抱持同等立场，但总司令最终还是决定进攻。1777年10月4日，弗吉尼亚第四旅发动日耳曼敦战役（Battle of Germantown）。但由于英军抵达日耳曼敦后就放火焚烧干枯的荞麦地，通往战场的道路又非常迂回，战场已经到处都是滑膛枪和放火产生的浓烟，第四旅及其他殖民地兵力无法分辨方向，最终被迫撤退。
日耳曼敦战役失利后，华盛顿的部队在距费城约23公里的怀特马什（Whitemarsh）周边小山上扎营。斯科特与另外四名将领起初倾向在12月进攻费城，但听闻华盛顿对敌军在该城防御的估算后放弃。殖民地民兵在怀特马什附近同何奥的部队发生一系列小规模冲突，然后在福吉谷（Valley Forge）扎营过冬。斯科特得以在距营地约五公里的塞缪尔·琼斯（Samuel Jones）农场寄宿，但他每天都会前去第四旅的营地视察。1778年3月中旬，华盛顿同意斯科特休假，后者于同年5月20日返回福吉谷。
1778年6月中旬，华盛顿率军离开福吉谷，斯科特受命带领1500名轻步兵袭扰进入新泽西的英军。6月26日，拉法耶特侯爵带领约1000人同斯科特会师，预期在次日发起大规模进攻。此次作战由查尔斯·李（Charles Lee）少将领军，但因通信不畅和传令延误导致命令送达时间晚了一天。李没有告知部下将领任何作战计划，据他事后所言，自己也没有足够情报来制订方案。李于6月28日早上发起进攻，拉开蒙茅斯战役（Battle of Monmouth）序幕。战斗期间，斯科特发现美方炮兵撤退，但他并不知道他们只是耗尽弹药，以为攻势已经瓦解，于是下令部下一同撤退。威廉·爾和安东尼·韦恩（Anthony Wayne）的部队就在斯科特部下附近战斗，由于没有作战计划指引，他们也下令撤军。这样大规模的撤军反过来又迫使李放弃进攻。虽然华盛顿带领主力部队及时赶到，制止英军反攻，但斯科特还是因下令撤退、部分导致战场主动权易手而受到批评。历史学界的传统观念认为，战斗结束后，斯科特曾亲眼目睹华盛顿在会议上长时间用不雅言辞谴责李，但传记作家哈里·沃德（Harry M. Ward）认为，斯科特当时不大可能会参与这次会议。李之后因此次撤退走上军事法庭，指挥权也因此中止。
蒙茅斯战役结束后，英军撤至纽约。8月14日，斯科特受命执掌华盛顿新组建的轻步兵团。他还成为华盛顿的情报主任，从美军位于白原市的新基地连续派发侦察任务。虽然斯科特的部下同英军侦察部队发生过几次小规模冲突，但华盛顿的主力同纽约城内英军在1778年11月斯科特休假前都没有再开展大规模行动。

#### 南方战区及被俘
1779年3月，华盛顿给还在弗吉尼亚休假的斯科特去信，命令他在当地招募志愿军，于5月1日到米德布鲁克（Middlebrook）汇合。事实证明，此时招兵买马难度很大，导致斯科特未能按时同华盛顿会师。华盛顿于是命令新兵前往南卡罗莱纳，与统领该殖民地民兵的本杰明·林肯汇合。此举主要是因为华盛顿收到线报，称大量英军正朝乔治亚推进，相信敌方正准备侵入南方。

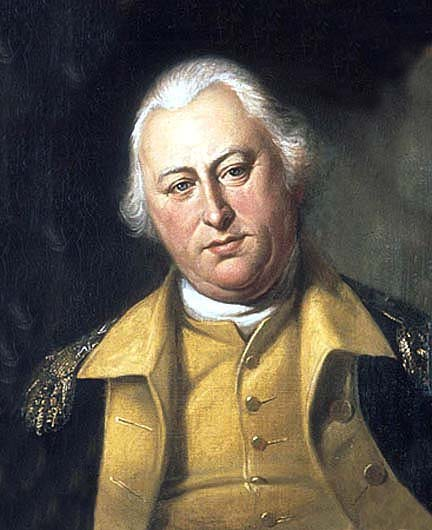
查尔斯顿城内守军司令官本杰明·林肯

华盛顿的命令送达后不久，乔治·科利尔（George Collier）和爱德华·马修（Edward Mathew）带领英军突击队抵达弗吉尼亚，意图夺取或摧毁可能送往南方增援南卡罗莱纳的补给物资。弗吉尼亚议会于是命令斯科特立即投入战备状态，防范科利尔和马修的袭击。议会及华盛顿之后都意识到英军的意图只是抢夺补给，而非侵占，当地民兵足以应付，于是斯科特继续招兵买马，准备增援南方。另外，由于斯科特对来犯英军快速响应，议会送给他一匹马、一支枪和500英镑。
斯科特在弗吉尼亚的招募任务进展依然缓慢，议会实施的征兵草案也收效甚微。1779年10月，他招收的新兵加上华盛顿北方军所派的增援终于达到要求，得以赶赴南卡罗莱纳支援林肯，他和亚伯拉罕·布福德（Abraham Buford）带领的团一起留在弗吉尼亚。1780年2月，华盛顿所派的约750名将士由威廉·伍德福德带队抵达斯科特位于彼得斯堡的营地。弗吉尼亚当局担心南面由亨利·克林顿将军率领的英军会挥师北上侵犯弗吉尼亚，因此命令斯科特和伍德福德不得离开，直到局势表明克林顿的目标显然是林肯守御的查尔斯顿为止。
1780年3月30日，斯科特在克林顿开始围城前不久抵达查尔斯顿。他在城内守军于1780年5月12日投降后被俘，然后作为战俘关押在距查尔斯顿不远的哈德尔波英特。虽然身为战俘，但英军却允许他在方圆约十公里范围内自由活动，还能同弗吉尼亚的熟人通信及交易。1780年伍德福德去世后，斯科特成为战俘营内弗吉尼亚将士福利待遇的主要责任人。他还于1781年1月30日及3月下旬因身体状况不佳提出假释，两次都得到查尔斯·康沃利斯批准。
1782年7月，英美两军交换战俘，英方用正在假释的斯科特换回罗顿勋爵。华盛顿要求斯科特回归现役，前去弗吉尼亚协助彼得·米伦贝格（Peter Muhlenberg）准将征兵，再向弥敦内尔·格连将军报到。不过，格连在信中表示没有任务交给斯科特执行，所以请他留在弗吉尼亚协助米伦贝格。斯科特招到的少量新兵之后都送至温彻斯特的新兵站。1783年3月美国同大英帝国签署初步和平条约后，征兵工作相应中止。1783年9月30日，斯科特获加衔少将军衔，然后很快就从大陆军退役。战争结束后，他成为辛辛那提协会（Society of the Cincinnati）的创始人之一。

### 定居肯塔基州及早期从政经历

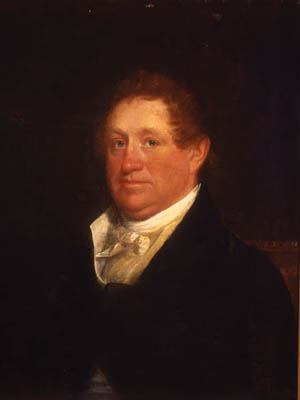
佩顿·肖特曾于1785年与斯科特一起前往肯塔基州

1783年10月，弗吉尼亚州议会授权斯科特管理并勘测准备送给革命战争服役军人的土地。斯科特看到朋友詹姆斯·威尔金森（James Wilkinson）有关肯塔基区的报告后深受吸引，于是安排在肯塔基河附近为自己修筑一套小木屋，但修筑方显然只为房子铺下基石。1785年中期，经威尔金森的业务合伙人佩顿·肖特（Peyton Short）陪同，斯科特首次到访肯塔基，经莫农加希拉河及俄亥俄河抵达莱姆斯通（Limestone，今肯塔基州梅斯维尔）。斯科特与肖特接下来转走陆路抵达肯塔基河检视附近土地，之后两人都对各自检视的土地提出权利要求。斯科特在肯塔基逗留的时间不长，到1785年9月时已返回弗吉尼亚的农场。
返回弗吉尼亚后，斯科特聘请前南方大陆军军需处长爱德华·卡林顿（Edward Carrington）打理财政事务，为迁居肯塔基做准备。卡林顿于1785年买下斯科特在弗吉尼亚的农场，但同意斯科特一家在迁居前继续在此居住。1787年，斯科特在凡尔赛附近定居。加上从军所获及子女拥有的土地，斯科特家族在费耶特县和波旁县共计拥有8513公顷土地。斯科特在此建有两层高的木屋，还有围栏和一间烟草检验仓库。1787年6月，他的儿子塞缪尔被肖尼族（Shawnee）武士所杀并剥去头皮，斯科特当时正划独木舟渡过俄亥俄河，在河岸上亲眼目睹但又无能为力。接下来虽有小队定居者渡河追击肖尼族人，但未能追及。西奥多·罗斯福在著作《西部的胜利》（The Winning of the West）第三卷中称，斯科特就是在儿子被杀后“全身心投入”打击印第安人的战斗。
为了应对失去儿子的打击，斯科特把精力投入到宅地施工中。他所在的定居点开始以“斯科特之地”之名为人所知，他还短暂成为当地烟草督察。斯科特决心要让这片地方成为更大规模定居点彼得堡（Petersburg）的核心，于1788年11月开始销售斯科特之地附近地段。从他手中购买地段的人包括詹姆斯·威尔金森、亚伯拉罕·布福德、乔治·穆特（George Muter）法官及之后当上联邦众议员和肯塔基州州长的克里斯托弗·格里纳普（Christopher Greenup）。
1787年，斯科特与另外36人组建肯塔基实用知识推广协会（Kentucky Society for the Promotion of Useful Knowledge）。虽然没有参与旨在把肯塔基区从弗吉尼亚州分离的十次建州大会，但他总体支持该理念。斯科特建立不久的定居点同费耶特县其他部分地区独立成伍德福德县，他本能成为新县副警长，但却谢绝任命。不过，他还是同意成为该县在弗吉尼亚众议院的代表议员，只是任期只有一届。任职期间，他在包括特权和选举委员会在内的多个特别委员会工作，其中一个委员会曾建议乔治·华盛顿总统为大添骨（Big Bone Lick）提供军事警卫，以便当地建设盐场。

### 西北印第安人战争

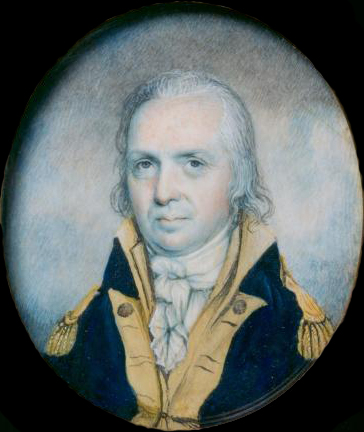
约西亚·哈马尔的远征以失败告终，促使肯塔基居民确信只有地方民兵才能有效抗击西北领地的印第安人。

肯塔基边疆定居者同西北领地印第安人之间的关系日趋紧张，华盛顿总统开始正式授权联邦军队同地方民兵联合行动，打击印第安人。1790年4月，斯科特从费耶特县和波旁县集结志愿军，同约西亚·哈马尔（Josiah Harmar）一起在今俄亥俄州境内沿赛欧托河（Scioto River）扫荡西部印第安人联盟。正规军和民兵组成的联合部队于1790年4月18日从莱姆斯通启程，渡过俄亥俄河并行军至赛欧托河上游，然后转头南下，朝现今俄亥俄州的朴次茅斯位置进军，然后发现废弃的印第安人营地。部队在营地找到留存不久的清晰脚印，其中还有一名因两脚都患有马蹄内翻足而得到绰号“卷足”（Reel Foot）的知名肖尼族武士足印。斯科特派小分队追踪，最终发现并杀死包括卷足在内的四名肖尼族人。除此以外，此次远征一无所获，部队于1790年8月27日解散。
1790年6月，哈马尔和阿瑟·圣克莱受命领军再度踏上讨伐印第安人的征途。哈马尔本期望斯科特、艾萨克·谢尔比或本杰明·洛根（Benjamin Logan）能带领肯塔基民兵加入远征，但三人都没有接受。斯科特已于此前成为伍德福德县在弗吉尼亚州议会的代表议员，不能带兵出征。他还认为，肯塔基民兵只会听命于早前洛根手下抗击印第安人的老将罗伯特·特罗特（Robert Trotter）上校。最终肯塔基民兵由约翰·哈丁（John Hardin）少校带队，但正如斯科特预料的那样，许多民兵拒绝参战。斯科特的儿子梅里特（Merritt）是伍德福德县民兵上尉，他在此次远征期间被印第安人所杀，并且也像塞缪尔一样被剥去头皮。整个远征行动以惨败告终，导致肯塔基民兵对哈马尔更不信任，其中大部分人都发誓永远不再同他并肩作战。
哈马尔出征期间，斯科特在里士满的州议会工作。他再度获派进入特权和选举委员会，还在包括主张和申诉委员会在内的多个特别委员会任职。1790年12月30日，弗吉尼亚州州长贝弗利·兰多夫（Beverley Randolph）任命斯科特为弗吉尼亚民兵准将，统领整个肯塔基区的民兵，此举可能源自华盛顿的建议。斯科特在这个位置上的主要职责是监查俄亥俄河沿线的18个前哨基地。1791年1月，华盛顿总统接受联邦参议员约翰·布朗（John Brown）的建议组建肯塔基区战争委员会，其成员包括布朗、斯科特、谢尔比、洛根和哈里·英尼斯（Harry Innes）。委员会有权召集当地民兵，同联邦军队联合行动打击印第安人，他们建议组建志愿军寻找并摧毁俄亥俄河北侧的印第安人定居点。同月，华盛顿批准从华盛顿堡（Fort Washington，今俄亥俄州辛辛那提附近）开始扫荡印第安人故土的计划。获总统任命统领这项任务的阿瑟·圣克莱此时正患有痛风，必须要有他人协助才能上马，所以大部分肯塔基人对华盛顿的安排感到不满。斯科特成为圣克莱的下属，统领约1000民兵，约占总兵力的三分之一。

#### 黑莓战役
华盛顿命令斯科特在1791年中期开展一系列前期突袭，确保敌方疲于应付，以便圣克莱集结主力发动进攻。谢尔比和洛根都曾希望能在此次战役中带队，但两人都不愿屈于人下。不过，谢尔比还是支持出战，相比之下，洛根则在积极反对。1791年5月15日，斯科特在法兰克福发出志愿兵集结令，为前期突袭做准备。肯塔基人对战事完全由民兵参与响应热烈，虽然斯科特所获授权只能带750人出战，但却有852人志愿加入，参议员布朗也是其中之一。经过短暂等待并得知前去同西北领地迈阿密族部落谈判的使团未能取得进展后，斯科特于5月24日带兵从华盛顿堡出发。民兵渡过俄亥俄河，朝现今印第安纳州拉斐特附近的多个印第安人定居点进军，这里聚居的印第安人除迈阿密族外，还有基卡普族（Kickapoo）、韦阿族（Wea）和波塔瓦托米族（Potawatomi）。前后八天里，他们穿越崎岖的地形，还频繁遭遇暴雨，补给物资也因恶劣天气和环境受损，不得不就地采摘不断生长的黑莓，此次远征由此得名“黑莓战役”。
6月1日，斯科特的人马抵达位于奥阿特农（Ouiatenon）韦阿族定居点附近的开阔草原，由于被敌方侦察兵发现，他们不得不立即进攻，以免村内居民做好充分准备。主力部队进村时发现村民正急于划独木舟渡过沃巴什河，河的另一边有基卡普族村落的火力掩护，最终村民在斯科特的民兵进攻前顺利脱身。民兵所在位置河道太宽，无法直接涉水渡过，所以他派詹姆斯·威尔金森和托马斯·巴比（Thomas Barbee）各自带领小分队朝不同方向寻找适合的渡河点。威尔金森未能找到适当地点，但在返回前得以发现并歼灭小队印第安人。巴比找到渡河点，并在对岸短暂突袭印第安人后返回向斯科特报告。次日早上，斯科特的主力部队放火焚烧附近村落和庄稼，同时威尔金森带领小分队前往另一个印第安人定居点。该村居民此前已逃过伊尔河（Eel Creek），经过短暂但没有什么实效的交火，威尔金森带队将村落烧毁后同斯科特汇合。斯科特之后在正式报告中指出，这个定居点的许多村民是法国人，估计他们同底特律的法国人定居点有关联，或是以底特律为根据地。
由于补给不足，斯科特及其下属中止行动。回程路上有两人在怀特河（White River）溺毙，是斯科特此次带队期间仅有的人员损失。部队另有五人受伤，但都顺利生还。斯科特领队的此次战役共打死38名印第安人，俘虏57人。他派出12人先行赶回，把正式报告递交圣克莱审核，其余人马则在6月15日抵达斯图本堡（Fort Steuben，今克拉克斯维尔），再于次日渡过俄亥俄河，在路易维尔拿到退役通知。

#### 圣克莱远征
斯科特的沃巴什战役得到肯塔基居民和华盛顿当局的热烈反响。1791年6月24日，圣克莱鼓励战争委员会组织针对沃巴什地区的第二次远征，还建议取消俄亥俄河沿岸前哨基地，腾出人手和资金为更大规模的征战做准备。斯科特认为取消这些前哨基地并不明智，在他的影响下，战争委员会最终决定保留两个基地，一个位于大添骨，另一个则在肯塔基河河口附近防守当地炼铁厂。此后的局势发展也证实他的判断，印第安人在一个月后突击大添骨，以图令边疆居民无法获得那里的盐矿，但被前哨基地驻守的民兵击退。斯科特还认为，圣克莱只要求带领500人发动第二次远征，这对卓有成效的作战行动来说远远不够。

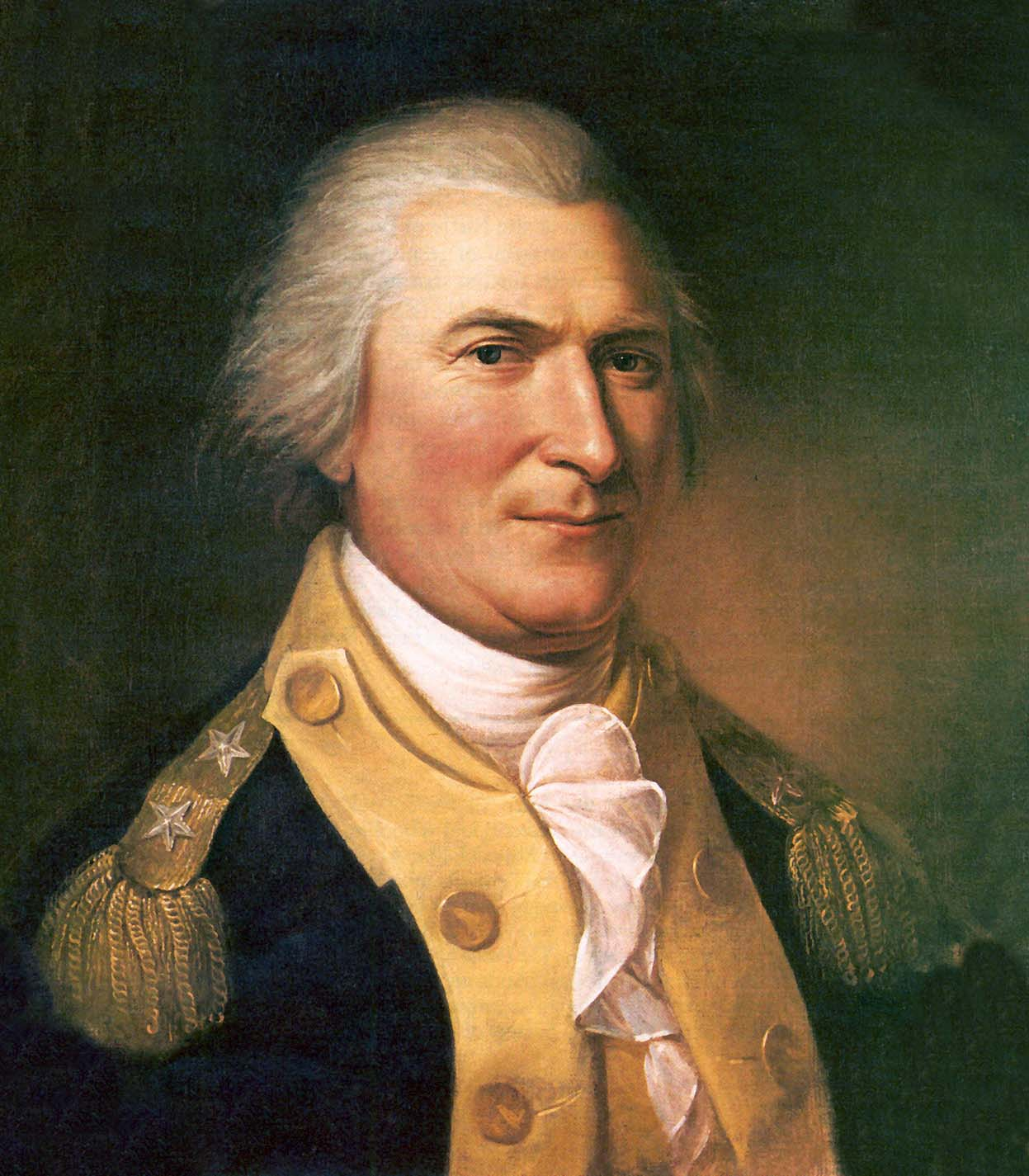
阿瑟·圣克莱（图）于1791年下半年带兵远征西北领地印第安人的行动以失败告终。

7月，斯科特授权波旁县居民约翰·爱德华兹（John Edwards）带领300人抗击涉嫌在俄亥俄河肯塔基区一侧盗窃马匹的印第安人。爱德华兹带兵一直走到桑达斯基河（Sandusky River），但除几个荒废村庄外一无所获。不过这些志愿兵并不知道，他们差一点就遭到当地印第安人伏击，许多参加此次征伐的民兵之后指控爱德华兹太过懦弱。斯科特因患病在身而无法应圣克莱的邀请带队远征，请威尔金森代劳，后者于8月1日带队启程。远征队将居民已经撤离的基基亚村（Kikiah，又名肯纳波科莫查）、奥阿特农被毁后重建的定居点，还有基卡普族的一个小村落和当地另外多个小规模定居点摧毁，再沿斯科特之前远征时的原路返回，于8月21日回到肯塔基区。斯科特和威尔金森的作战行动对西北领地印第安人构成沉重打击，并以韦阿族和基卡普族损失最为惨重，两族于次年同联邦政府签署和平条约，基卡普族还远迁到今伊利诺伊州和密苏里州境内。
圣克莱此时虽然承认自己身体状况不佳，不宜带队征战，但却还是继续为进军西北领地做准备。他和哈马尔一样在肯塔基不得民心，为了凑足远征所需兵力，斯科特不得不征兵。他和其他大部分肯塔基军官都自称病重无法带队，实际上却是担心因与圣克莱合作而失去肯塔基居民的尊重。威廉·奥尔德姆（William Oldham）上校是所有愿意带领肯塔基民兵的军官中军衔最高的。
10月1日，圣克莱带兵离开华盛顿堡。11月3日，他把沃巴什的一条小支流误当成圣玛丽河（St. Marys River），下令部下在此扎营。他本打算让部队第二天再修筑防御工事，但迈阿密族和加拿大人组成的联军在日出前来袭，不但抢得部分火炮，还夺走大部分物资。圣克莱带领的1400人中有600人阵亡，300人被俘。肯塔基民兵在战斗中被冲散，领队奥尔德姆上校被杀。肯塔基区大部分居民认为圣克莱要对此次惨败负主要责任。圣克莱撤回华盛顿堡后，斯科特于11月24日带领200名志愿兵同他汇合，以防印第安人追击或进犯肯塔基区。随着印第安人不会马上入侵的局势逐渐明朗，斯科特的下属又回到肯塔基区。圣克莱远征如此惨败，导致此前对冲突保持中立的德拉瓦族及怀安多特族同迈阿密族和肖尼族结盟，共同对抗边疆上的美国人。

#### 与合众国军团配合作战
圣克莱远征失利后，华盛顿总统请求国会授权组建由5000人组成的合众国军团，抗击西北领地的印第安人。国会于1792年通过建议，斯科特从费城的朋友口中得知自己是军团司令人选。但是，华盛顿最终认定脾性不佳并且酗酒的斯科特“能力不足以担此大任”，最终选择“疯狂的安东尼”统率合众国军团。肯塔基正式建州数天后，肯塔基州议会于1792年6月4日任命斯科特和本杰明·洛根为州民兵少将。同月25日，斯科特受命统领州民兵第二师，负责在肯塔基州北岸行动，洛根的第一师则在南岸行动。
新成立的州议会还组建由五人构成的委员会选择一个城市做为州首府。斯科特申请把此时依然羽翼未丰的彼得堡立为首府，另外几个申请城市分别是法兰克福、列克星敦、路易维尔和布恩城（Boonesborough），最终入选的是法兰克福。斯科特未能确保彼得堡成为州首府是该定居点至今也未能发展成兴旺城市最重要的原因。斯科特之子小查尔斯（Charles, Jr.）曾在写给弟弟丹尼尔（Daniel）的信中称，父亲正准备于1792年参选国会议员，小查尔斯对父亲当选很有信心，但斯科特显然没有参选，或者是竞选开始后不久就决定放弃。不过，他还是在1793年获选为总统选举人。

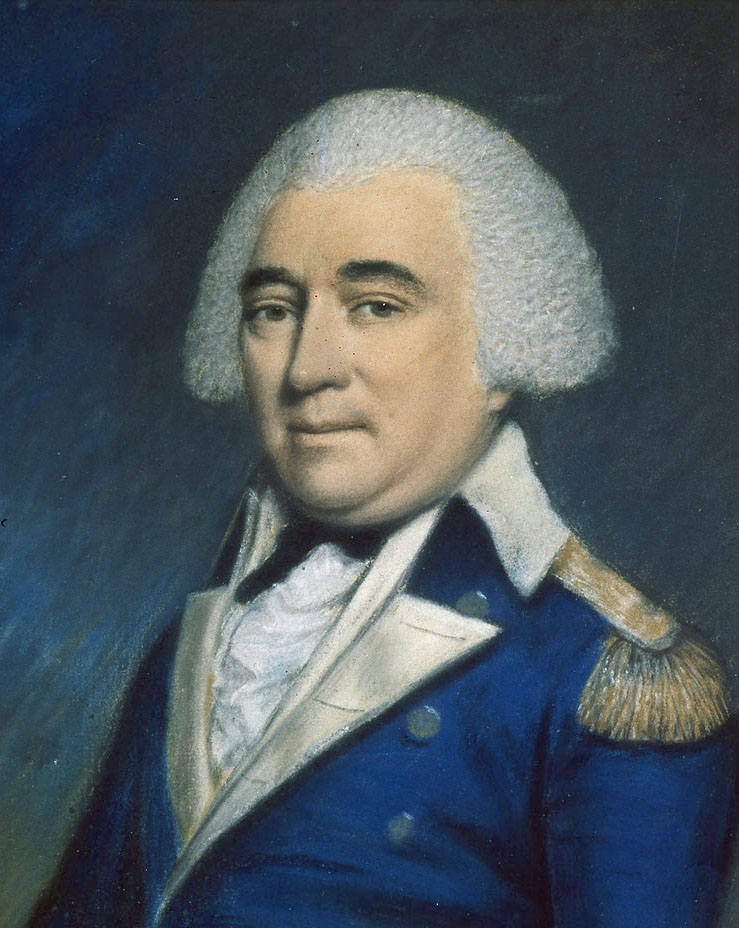
合众国军团总司令“疯狂的安东尼”

韦恩原计划由肯塔基民兵为打击印第安人的先行军，随后的主体攻势完全由联邦军队执行，但到1793年中期他前往华盛顿堡时，原计划集结的5000将士还没有凑足3000人，所以只能要求斯科特和洛根带领人马同他的主力汇合。洛根断然拒绝再同联邦军官合作，但斯科特最终同意加入，韦恩于1793年7月1日任命他担任联邦军官。斯科特和州长谢尔比起草征兵令，征集斯科特在合众国军团统领的1500名军人，但1793年10月21日在杰斐逊堡会师时，他还只集结到1000人。
11月4日，韦恩下令斯科特的民兵摧毁附近某个德拉瓦族村庄。这些民兵对联邦军官依然充满反感和疑惑，而且也知道韦恩不会在如此接近严冬的时候发动大规模攻势，所以对此次任务兴致缺缺，许多人都觉得这种任务根本无关紧要。有多达501个民兵当晚开小差离开营地，但韦恩在报告中表示相信斯科特及下属军官都已尽力避免此事发生。斯科特本打算带领剩下的人马继续执行任务，但由于天气太过恶劣，他无法发起大规模进攻。最终肯塔基民兵只是把某个小规模狩猎营地驱散，然后再前往华盛顿堡集合。韦恩命令斯科特过冬后带领全额数量的民兵返回。
1793至1794年冬，韦恩和肯塔基民兵间的紧张气氛逐渐缓和。韦恩发现这些志愿兵虽然颇为顽固，但依然是优秀的军人。民兵也经过观察得出结论，认为此人并不像哈马尔和圣克莱，他的确懂得如何抗击印第安人。韦恩还于1793年冬在圣克莱此前惨败之地修建复苏堡（Fort Recovery），此举令他在肯塔基州居民心目中的地位显著提升。印第安人把击败圣克莱作为部落文化传承，激励他们继续同西部边疆定居者斗争，韦恩建设堡垒之举对印第安人的信念构成打击，他还把印第安人掘出并四下抛弃的约600个头骨重新安葬，由于死者中很多都是肯塔基民兵，因此韦恩此举深得该州人心。斯科特本人开始敬重韦恩，但威尔金森却通过匿名宣传抹黑韦恩的形象，希望能亲自带兵远征西北领地。此时正在费城休假的斯科特致信战争部长亨利·诺克斯，为韦恩的名节辩护，此举导致他和威尔金森的友谊出现裂痕。
1794年6月，斯科特从费城返回肯塔基州，并在集结1500民兵后于7月27日到格林维尔堡（Fort Greeneville）同韦恩汇合。民兵由他和托马斯·巴比带队，支援韦恩带领的1000名正规军。联军迅速推进，于8月8日占领印第安人已于不久前撤离的大格莱兹镇。韦恩接下来下令就地修建迪法恩斯堡（Fort Defiance，字面意为“反抗堡”），修筑时间约为一周。斯科特负责为堡垒命名，他在视察施工期间宣称：“我反抗英国人、印第安人，以及阴间的所有邪魔厉鬼，你们能怎么样。”根据斯科特所率志愿军提供的情报，韦恩于8月14日命令部队朝迈阿密堡（Fort Miami）进军，计划同那里的约2400名英国和印第安人联军决战。8月20日上午8点45分左右，威廉·普莱斯（William Price）少校带领的志愿军旅同迈阿密堡附近的印第安人开战，拉开鹿寨战役（Battle of Fallen Timbers）序幕。印第安人起初占据有利地形，迫使普莱斯的部下后退，但又被韦恩所率正规军强大的刺刀冲锋战击溃。迈阿密堡的英军指挥官威廉·坎贝尔（William Campbell）拒绝为印第安盟友打开堡垒大门，韦恩最终以压倒优势取胜。
鹿寨战役结束后，韦恩命令斯科特的部下向所在位置方圆80公里范围反复扫荡。韦恩的正规军缺乏马匹，所以志愿军1794年9月还需在各个要塞间运送物资。随着时间的推移，许多民兵对驻军义务感到厌烦，更对运送货物导致私人马匹受伤不满，威胁如果不让他们退役就要叛变。1794年10月13日，韦恩终于发出命令，同意他们回家。经韦恩建议，联邦众议院于1794年12月4日特别感谢斯科特及其下属在鹿寨战役中的英勇表现。1795年中期，印第安人同联邦政府签署《格林维尔条约》（Treaty of Greenville），西北印第安人战争正式结束。

### 后期从政经历
1795年，斯科特在返回肯塔基州农场前赶到费城，协助澄清部下民兵的服役记录，政府需要根据这些记录来向民兵支付报酬。接下来他继续服役，名义上担任州民兵第二师少将直至1799年止。肯塔基州各地都举办庆祝活动，为斯科特从军期间的英雄气概欢呼，促使他萌生从政的想法。随着第一政党制面世，他宣布自己像绝大多数肯塔基州人一样是民主共和党人。1800年，他以75票对44票战胜凯莱布·华莱士（Caleb Wallace），成为所在选区的总统选举人。最终他和肯塔基州其他选举人都把票投给托马斯·杰斐逊和阿龙·伯尔。
1803年，战争部长亨利·迪尔伯恩指定斯科特和州长詹姆斯·加勒德评估肯塔基州多个地点，选择其中一处建设新要塞，取代华盛顿堡。加勒德是肯塔基州中部人士，他坚持在法兰克福修筑这座堡垒。斯科特对此无法认同，在他看来，要塞不应深入该州腹地，法兰克福周边的山丘地形也不适合修筑堡垒。为了和州长达成共识，他需要事先预约并等上好几天才能见到加勒德，但两人还是不能达成一致。斯科特于是请求迪尔伯恩许可他独自行事，部长同意要求并批准在纽波特修筑要塞。1804年，斯科特再度在极少人反对的情况下成为总统选举人。
不幸的是，斯科特在政坛风声水起之时，却要面对家庭悲剧的打击。1797年，他定居弗吉尼亚州的儿子丹尼尔去世。1799年末或1800年初，最后一个儿子小查尔斯也撒手人寰。他的女儿玛莎于1799年嫁给之后当上联邦参议员的乔治·M·比布后迁居戴维斯县。另一个女儿玛丽（Mary）则在斯科特从军期间出嫁并离开农场，最小的女儿南希（Nancy）在18世纪即将结束时离开农场，但终生未嫁。1804年10月6日夫人弗朗西丝去世后，斯科特搬到列克星敦，同女儿玛丽和女婿约翰同住。1805年10月，他把伍德福德县的农场转卖。
1807年6月22日发生的切萨皮克号-豹号事件导致英美两国间的紧张局势迅速升级，面对可能爆发的敌对行动，斯科特向州长克里斯托弗·格里纳普申请组建民兵部队。虽然申请获准，但斯科特不久后就于1807年7月25日再婚，这支民兵部队一直没有建立。他的续弦夫人是革命战争期间狱友纳撒尼尔·吉斯特（Nathaniel Gist）的遗孀朱迪思·卡里·吉斯特（Judith Cary Gist），娘家姓贝尔（Bell），当时57岁。两人婚后移居位于波旁县和克拉克县的坎恩伍德大宅（Canewood），这里是吉斯特家族种植园的所在地。

#### 1808年州长选举

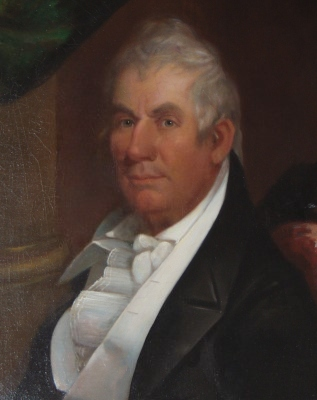
格林·克莱是斯科特在1808年肯塔基州州长选举中的其中一名对手

肯塔基州各地向斯科特军旅生涯致敬的庆祝活动此起彼伏，促使他开始考虑1808年出马竞选州长。州参议员托马斯·波西（Thomas Posey）和列克星敦律师托马斯·托德（Thomas Todd）早在1806年中期就已宣布参选。波西曾担任州参议院临时议长，1804年副州长约翰·考德威尔去世后，他成为代理副州长并主持州参议院运作。虽然在随后的连任选举中失利，但他继续以代副州长的身份主持参议院会议。反对人士称他已不是参议员，没有资格再来代理副州长的职务，他们还指控他表面上自称民主共和党人，实际上却对许多肯塔基人痛恨的联邦党心怀同情。虽然这些指控并没有导致波西不能再主持参议院会议，但依然大幅削弱他在1808年选举中的胜算。1807年，托德接受州长格里纳普任命进入肯塔基州上诉法院任职，退出州长席位竞争。
随着波西势危和托德退出，斯科特如果参选所需面对的主要对手就只剩前州长艾萨克·谢尔比。肯塔基州此时出现运动声浪，希望谢尔比再度参选。前州长因在革命战争期间王山之战中的英勇表现得名“老国王的王”（Old King's Mountain），军旅生涯足以同斯科特一较短长，而且他是肯塔基州首任州长，曾参与起草州宪法的多次会议，还是肯塔基建州大会代表，从政经验远胜斯科特。但是，谢尔比最终谢绝邀请，斯科特于1808年2月11日正式加入竞争。此时约翰·艾伦（John Allen）已经参选，格林·克莱（Green Clay）则在斯科特加入一个月后宣布参选。斯科特的竞选活动由继女婿杰西·布莱索（Jesse Bledsoe）主导，他不但是特兰西瓦尼亚大学法学教授，还是肯塔基州此时最有能力的政治家之一，只是与亲自参选相比，他更倾向于在竞选后台坐镇。
艾伦和克莱都是职业律师，但肯塔基州选民此时对律师普遍抱持不信任态度，这对两人甚为不利。此外，艾伦曾是阿龙·伯尔的总法律顾问，肯塔基州多家报纸曾刊出匿名信，指控艾伦与伯尔涉嫌在西南部另建国家的阴谋脱不了干系。不过，亨利·克莱等人都曾积极为艾伦辩护，斯科特也经常公开给予艾伦高度评价。格林·克莱担任州议员期间大力推行对债务人有利的措施，所以得到格林河以南定居者的坚定支持，这些人许多都是擅自占地者及欠下州政府大笔债务的土地投机商。为了平衡斯科特英雄形象的影响，克莱的支持者称他也曾于1782年参与乔治·罗杰斯·克拉克（George Rogers Clark）对肖尼人的远征，但这对竞选活动影响甚微。身为肯塔基州最资深的革命战争军官，斯科特是该州退伍军人公认的领袖。7月4日是美国独立纪念日，肯塔基州各地举办的庆典无疑又为斯科特增加8月1日选举中的胜算。最终他以2万2050票轻取两名对手，其中艾伦获得8430票，克莱只有5516票。

#### 肯塔基州州长

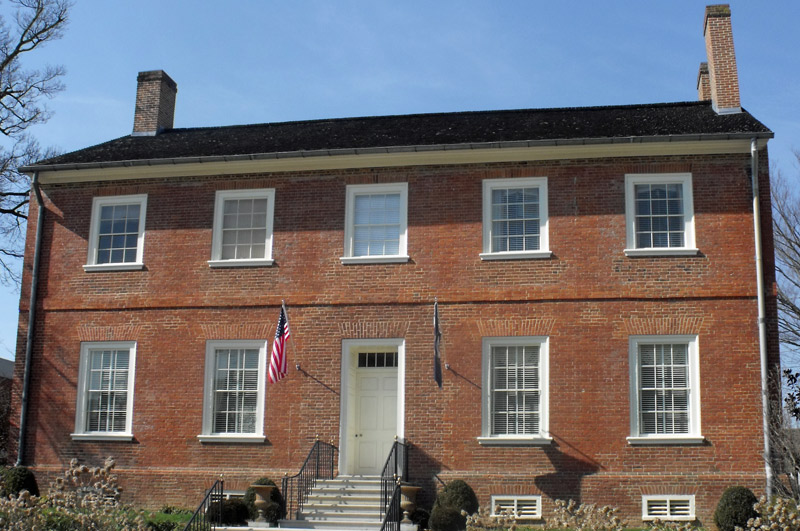
斯科特上任后不久就因在州长官邸滑溜的台阶上摔倒落下终身残疾

斯科特上任后在第一时间任命布莱索出任州务卿，后者于1808年12月13日向州议会递交新州长的首份演讲稿。不久后，斯科特在州长官邸滑溜的台阶上摔倒，导致终身残疾，需要拐杖才能行走，并且在行使职权方面更加依赖布莱索。担任州长期间，他的身体状况一直都在恶化。
斯科特在州内事务方面主张提升公职人员待遇，重罚累犯，还支持多项经济发展措施。虽然希望能通过税收保障州政府无需再借外债，但他依然鼓励州议会尽可能把税率保持在最低水平。他还敦促议会将州民兵转变成青年军队。面对州长的改革呼吁，州议会往往像例行公事般充耳不闻，但还是根据他的提议通过法规，允许债务人在提供债券和担保的情况下享有一年的还债期限。
斯科特经常同立法部门发生冲突，其中一次是州参议院拒绝确认州长提名，任命沃尔特·布拉希尔博士（Dr. Walter Brashear）出任州民兵第二团中校（副团长）。州长坚称布拉希尔就是最佳人选，拒绝再提名其他人，认为参议院应该不会想要让能力不及的人担当此任。担任州长期间，斯科特共有三次行使否决权，但都被议会推翻。斯科特否决组建哈里森县和允许擅自占地者以更优惠条件购买所占土地的法案主要是因为，他觉得法案的通过太过仓促，没有经过充分辩论。州议会决定停发不久前退休的肯塔基州上诉法院法官乔治·穆特的退休金，斯科特认为此举会导致州内居民对政府的承诺失去信心，所以再度行使否决权。
斯科特的四年州长任期经常受到指控他酗酒及言辞粗鄙的传言困扰。某位不知名姓的人士认为自己的名声因斯科特曾说过的某句话受损，所以向州长挑战要求决斗。斯科特没有理睬，对方于是威胁会广而告之他是懦夫。据称斯科特此时回答：“就说去吧你，不过是公开宣布你就是个该死的骗子，每个人都会这么看。”另有说法称，州长在拿到布莱索为他写的稿子后说：“布莱索啊，我知道你自觉比我聪明，许多方面也的确如此，但就这篇稿子来说，你还真不如我，怎么看也不行。”布莱索于是询问稿子里有什么不当之处，斯科特回答：“这都看不出来？你干嘛不在最后面放点庄严的祈祷呢，说几句天意啊，上天保佑啊之类乱七八糟的？”此外，斯科特曾在1809年州议会选举期间为汉弗莱·马歇尔（Humphrey Marshall）的对手竞选，马歇尔事后在《西方世界报》（Western World）发文，指控州长在选举日当天喝醉后出现在法院大楼前。
英美关系在斯科特担任州长的大部分时间里都趋于紧张。肯塔基州赞成向英宣战的情绪尤为强烈。大部分肯塔基人对联邦政府用几乎没有实效的《1809年互不来往法案》（Non-Intercourse Act of 1809）和《梅肯二号法案》（Macon's Bill Number 2）取代《1807年禁运法案》深感不满。肯塔基州联邦参议员亨利·克莱成为国会中公认的鹰派领袖。1810年12月4日，斯科特在对州议会演说时表示，他对和平解决美国对英国的敌意不抱希望。但他也提醒州议会，同样侵犯美国海上权益的还有法国，敦促对英法两国的罪行作出同等回应。

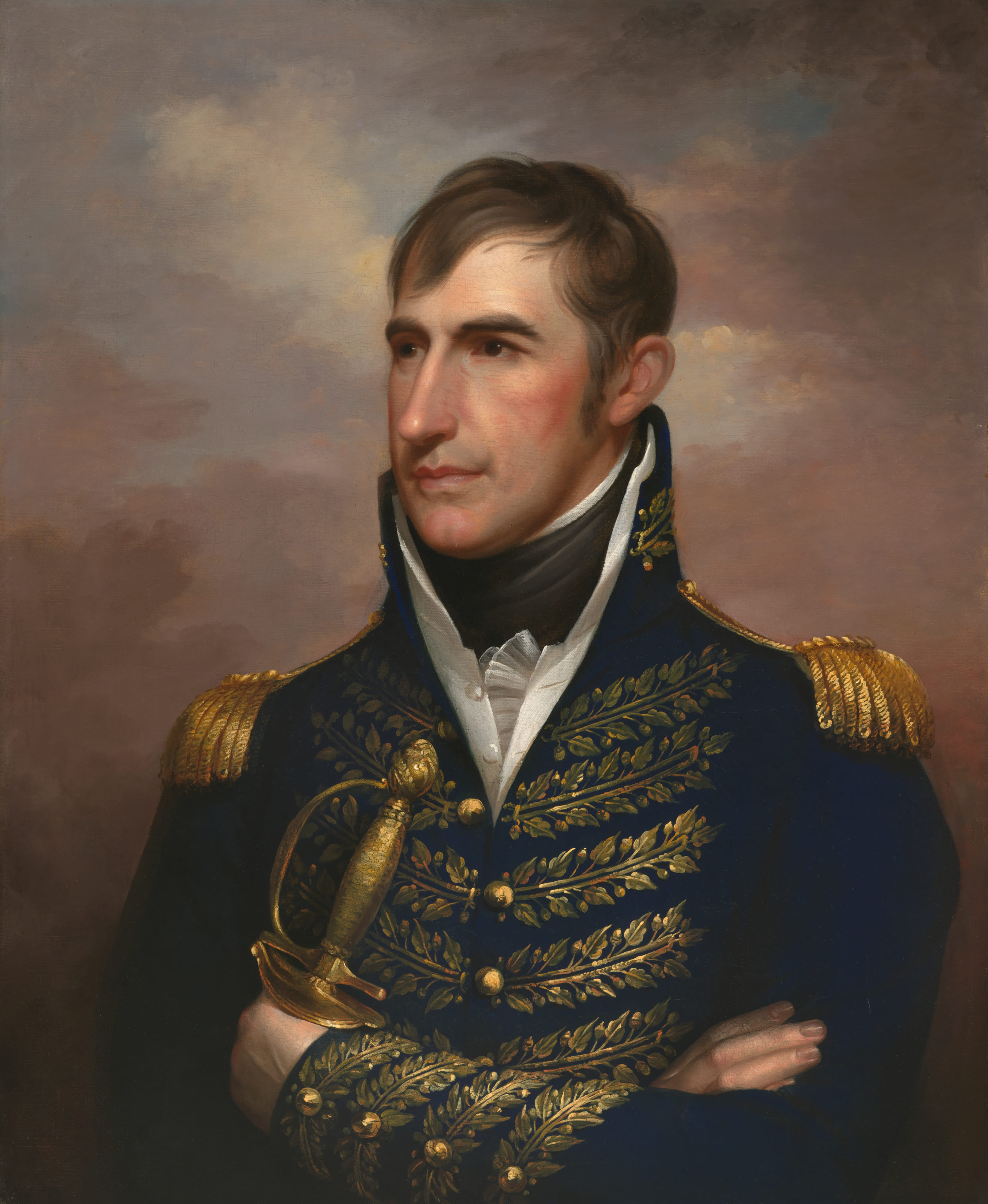
威廉·亨利·哈里森，西北陆军最高司令官

1811年9月，印第安纳领地总督威廉·亨利·哈里森到访肯塔基州，指示塞缪尔·韦尔斯（Samuel Wells）上校按战争部长威廉·尤斯蒂斯授权招募肯塔基人组建新的团级联邦部队。哈里森没有向斯科特申请在该州招兵买马的许可，包括政敌马歇尔和顾问布莱索在内的许多人都认为此举是对州长的蔑视。斯科特对布莱索的愤慨视而不见，不觉得这种“失礼”有什么大不了的，还成为哈里森风生水起职业生涯最坚定的支持者之一。
1811年11月，信使把前肯塔基州总检察长约瑟夫·汉密尔顿·戴维斯（Joseph Hamilton Daveiss）在蒂珀卡努战役中战死的消息带到肯塔基州，该州公民要求向英国和印第安人开战的呼声因此大幅加强。斯科特预计联邦政府会号召志愿者参军，所以于1812年2月和4月在州内多家报纸刊出消息，呼吁民众为即将爆发的战争出力。肯塔基州的志愿军指标为5500人，这个数字到七月底就已达成。1812年8月4日，斯科特在部队前往乔治敦集结前不久在州长官邸接见两个团的军人。他手拄拐杖，在军人中蹒跚而行，然后转身用拐伏敲打官邸的台阶，旁边的人还听到他嘀咕：“要不是你误事，我就能随这些小伙子们一起上路啦。”
1812年8月25日是斯科特担任州长的最后一天，他在这天任命哈里森为肯塔基州民兵加衔少将。此举源自亨利·克莱和下任州长艾萨克·谢尔比的建议。这项加衔确保哈里森才是战争期间肯塔基州民力的总司令，而非在肯塔基州不受待见，甚至在部下心目中都不得人心的詹姆斯·温彻斯特（James Winchester）。传记作家哈里·沃德指出，哈里森并非肯塔基州公民，而且州民兵少将已有人选出任，所以斯科特的任命有违州宪法。肯塔基历史学家洛厄尔·哈里逊（Lowell H. Harrison）也觉得此次任命“可能不合法”，但还是得到“全州各地的普遍赞赏。”斯科特及其盟友表现出的信心也对詹姆斯·麦迪逊总统产生影响，促使他任命哈里森担任西北陆军最高司令官。

#### 辞世和纪念
卸任州长后，斯科特同夫人和年纪最幼的继女玛丽·塞西尔·吉斯特（Mary Cecil Gist）回到坎恩伍德大宅。两名继女在他担任州长期间出嫁，其中安娜·玛丽亚·吉斯特（Anna Maria Gist）于1809年同纳撒尼尔·格雷·史密斯·哈特（Nathaniel G. S. Hart）上尉成婚，但哈特仅四年后就死于1813年1月的瑞森河大屠杀。伊丽莎·维奥列特·吉斯特（Eliza Violet Gist）于1812年7月21日嫁给弗朗西斯·普雷斯顿·布莱尔，此时距斯科特州长任期届满仅有约两周时间。斯科特当时认为，身形瘦削、形象伛偻，还患有肺结核的布莱尔会在婚后六个月内去世，但布莱尔实际上不但挺过肺结核，之后还成为安德鲁·杰克逊总统信赖的顾问，比斯科特的预料要多活60余年。
1813年中期，斯科特的身体状况已开始急剧恶化，于1813年10月22日辞世，终年74岁，身后遗骨就在坎恩伍德大宅下长眠。

## 纪念
斯科特是去世时间最晚的美国革命战争将领，他的遗骨于1854年在法兰克福公墓（Frankfort Cemetery）重新下葬。无论肯塔基州以内还是州外，都有县和城市用斯科特命名以示纪念，如肯塔基州的斯科特县和印第安纳州的同名县，以及肯塔基州斯科茨维尔和弗吉尼亚州同名城市。

### 脚注
1. ↑  Harrison, p. 803
2. 1 2 3 4 5 6 7 8 9 10  "Charles Scott". Dictionary of American Biography
3. 1 2 3 4 5  Ward (2004), p. 16
4. 1 2 3  Ward (1988), p. 2
5. 1 2 3  Powell, p. 20
6. 1 2 3  Ward (1988), p. 3
7. 1 2  Ward (1988), p. 4
8. 1 2  Ward (1988), p. 5
9. 1 2 3  Ward (1988), p. 6
10. 1 2 3 4  Ward (1988), p. 7
11. 1 2  Ward (1988), p. 8
12. ↑  Ward (1988), pp. 8–9
13. 1 2  Ward (1988), p. 9
14. ↑  Ward (1988), p. 10
15. 1 2 3 4  Ward (1988), p. 12
16. ↑  Ward (1988), p. 14
17. ↑  Ward (1988), p. 15
18. ↑  Ward (1988), p. 17
19. ↑  Ward (1988), p. 19
20. 1 2 3  Ward (1988), p. 20
21. 1 2 3 4 5 6 7 8 9 10  Ward (2004), p. 17
22. ↑  Ward (1988), pp. 25–26
23. ↑  Ward (1988), p. 26
24. ↑  Ward (1988), p. 28
25. 1 2 3 4  Fredriksen, p. 623
26. 1 2  Ward (1988), p. 31
27. ↑  Trowbridge, "Kentucky's Military Governors"
28. ↑  Ward (1988), p. 32
29. ↑  Ward (1988), pp. 33–34
30. ↑  Ward (1988), p. 34
31. ↑  Ward (1988), p. 37
32. 1 2  Ward (1988), p. 39
33. 1 2 3 4 5  Fredriksen, p. 624
34. ↑  Ward (1988), p. 40
35. ↑  Ward (1988), pp. 41–42
36. ↑  Ward (1988), pp. 42–43
37. ↑  Ward (1988), p. 46
38. 1 2  Ward (1988), p. 48
39. ↑  Ward (1988), pp. 48–49
40. 1 2 3 4 5 6  Ward (1988), p. 49
41. 1 2  Ward (1988), p. 51
42. ↑  Ward (1988), pp. 50–51
43. ↑  Ward (1988), p. 52
44. 1 2  Ward (1988), p. 53
45. ↑  Ward (1988), pp. 53–66
46. ↑  Ward (1988), p. 68
47. 1 2  Ward (1988), p. 69
48. 1 2  Ward (1988), p. 70
49. 1 2  Ward (1988), p. 71
50. ↑  Ward (1988), p. 72
51. 1 2  Ward (1988), p. 73
52. 1 2  Ward (1988), p. 74
53. ↑  Ward (1988), pp. 77–78
54. ↑  Ward (1988), p. 78
55. ↑  Ward (1988), p. 81
56. 1 2  Ward (1988), p. 83
57. 1 2  Ward (1988), p. 86
58. ↑  Ward (1988), p. 90
59. 1 2 3 4 5  Ward (1988), p. 91
60. ↑  Ward (1988), p. 92
61. 1 2 3 4  Clark and Lane, p. 13
62. ↑  Ward (1988), p. 96
63. 1 2 3  Ward (1988), p. 97
64. ↑  Nelson, p. 220
65. 1 2  Ward (1988), p. 98
66. ↑  Ward (1988), p. 99
67. ↑  Ward (1988), p. 100
68. 1 2 3  Ward (1988), p. 101
69. ↑  Nelson, p. 223
70. 1 2 3  Nelson, p. 224
71. 1 2 3 4  Ward (1988), p. 102
72. 1 2 3 4 5 6  Ward (1988), p. 103
73. 1 2 3  Ward (1988), p. 104
74. 1 2  Nelson, p. 227
75. ↑  Ward (1988), p. 108
76. 1 2 3 4  Harrison and Klotter, p. 70
77. ↑  Ward (1988), p. 107
78. 1 2  Nelson, p. 228
79. 1 2  Nelson, p. 229
80. 1 2 3 4  Ward (1988), p. 109
81. ↑  Nelson, pp. 229–230
82. 1 2 3 4  Nelson, p. 230
83. 1 2 3 4 5 6 7  Nelson, p. 231
84. ↑  Ward (1988), p. 112
85. 1 2 3  Nelson, p. 232
86. 1 2 3  Ward (1988), p. 114
87. 1 2 3 4  Ward (1988), p. 115
88. 1 2 3 4 5  Nelson, p. 233
89. 1 2 3 4 5 6 7  Ward (1988), p. 116
90. 1 2 3 4 5 6  Nelson, p. 234
91. 1 2 3 4 5 6  Harrison and Klotter, p. 71
92. ↑  Nelson, p. 235
93. 1 2  Ward (1988), p. 118
94. 1 2 3  Nelson, p. 236
95. ↑  Nelson, p. 237
96. ↑  Ward (1988), p. 120
97. 1 2 3  Ward (1988), p. 123
98. ↑  Ward (1988), p. 125
99. ↑  Nelson, p. 239
100. 1 2  Nelson, p. 240
101. ↑  Ward (1988), p. 130
102. ↑  Nelson, p. 241
103. ↑  Ward (1988), p. 131
104. 1 2 3  Nelson, p. 242
105. 1 2 3 4 5  Ward (1988), p. 134
106. 1 2 3  Nelson, p. 243
107. ↑  Ward (1988), p. 136
108. 1 2  Nelson, p. 244
109. ↑  Nelson, p. 245
110. 1 2 3  Nelson, p. 246
111. 1 2  Nelson, p. 247
112. 1 2  Nelson, p. 248
113. 1 2 3  Nelson, p. 249
114. 1 2  Ward (1988), p. 145
115. ↑  Nelson, p. 251
116. ↑  Nelson, p. 250
117. ↑  Ward (1988), pp. 148, 151
118. 1 2 3 4 5  Ward (1988), p. 152
119. 1 2 3 4 5  Ward (1988), p. 153
120. 1 2 3  Ward (1988), p. 155
121. 1 2  Ward (1988), p. 151
122. 1 2 3  Ward (1988), p. 156
123. 1 2 3 4  Ward (1988), p. 159
124. 1 2 3 4 5 6 7 8 9  Ward (1988), p. 158
125. 1 2  Ward (1988), p. 161
126. 1 2  Ward (1988), p. 162
127. 1 2 3  Ward (1988), p. 163
128. ↑  Ward (1988), p. 164
129. ↑  Ward (1988), p. 165
130. ↑  Ward (1988), p. 166
131. 1 2 3 4 5  Harrison, p. 804
132. 1 2 3  Ward (1988), p. 170
133. ↑  Ward (1988), p. 171
134. 1 2 3 4  Ward (2004), p. 18
135. ↑  Ward (1988), p. 182
136. 1 2  Ward (2004), p. 19
137. 1 2  Ward (1988), p. 174
138. 1 2  Ward (1988), p. 175
139. 1 2 3  Clark and Lane, p. 14
140. ↑  Ward (1988), p. 178
141. ↑  Ward (1988), p. 180
142. 1 2 3  Ward (1988), p. 181
143. ↑  Ward (1988), p. 183
144. ↑  Ward (1988), p. 184
145. 1 2  Ward (1988), p. 185
146. ↑  Clark and Lane, p. 15
147. ↑  Ward (1988), p. 188
148. ↑  Ward (1988), p. 189
149. ↑  Ward (1988), p. 190
150. ↑  Ward (1988), p. 191
151. 1 2 3 4  Harrison and Klotter, p. 91
152. 1 2  Ward (1988), p. 192
153. 1 2 3 4 5 6  Ward (1988), p. 194
154. ↑  Ward (1988), pp. 193–194
155. ↑  Ward (1988), p. 195

### 文献
- . Dictionary of American Biography. New York City, New York: Charles Scribner's Sons. 1936  [2016-09-21]. （原始内容存档于2013-01-23）.
- Clark, Thomas D.; Margaret A. Lane. . Lexington, Kentucky: The University Press of Kentucky. 2002. ISBN 0-8131-2253-8.
- Fredriksen, John C. . . New York City, New York: NY Facts on File, Inc. 2006. ISBN 978-0-8160-5997-3.
- Harrison, Lowell H. Kleber, John E , 编. . Associate editors: Thomas D. Clark, Lowell H. Harrison, and James C. Klotter. Lexington, Kentucky: The University Press of Kentucky. 1992. ISBN 0-8131-1772-0.
- Harrison, Lowell H.; James C. Klotter. . Lexington, Kentucky: The University Press of Kentucky. 1997  [2016-09-22]. ISBN 0-8131-2008-X. （原始内容存档于2020-11-11）.
- Nelson, Paul D. . Journal of the Early Republic. 1986, 6 (3): 219–251. JSTOR 3122915. doi:10.2307/3122915.
- Powell, Robert A. . Danville, Kentucky: Bluegrass Printing Company. 1976. OCLC 2690774.
- Trowbridge, John M. . Kentucky National Guard History e-Museum. Kentucky National Guard.   [2015-07-21]. （原始内容存档于2015-07-21）.
- Ward, Harry M. . Charlottesville, Virginia: University Press of Virginia. 1988. ISBN 0-8139-1152-4.
- Ward, Harry M. . Lowell Hayes Harrison  (编). . Lexington, Kentucky: The University Press of Kentucky. 2004. ISBN 0-8131-2326-7.

## 扩展阅读
- Brown, Orlando. . The Register of the Kentucky Historical Society. 1951-04, 49 (2): 93–112.
- Burnley, Pattie. . Register of the Kentucky Historical Society. 1903, 1: 11–18.
- Heathcote, Charles W. . Picket Post. 1957-07, 57: 4–16.
- Lobdell, Jared C. . New Jersey History. 1967, 85 (3–4): 225–234.
- Smucker, Isaac. . Historical Magazine. Vol. 3. 1874-02: 88–90.
- Whickar, J. Wesley. . Indiana Magazine of History. Vol. 21. 1925: 90–99.
- . National Governors Association.   [2016-09-22]. （原始内容存档于2016-03-28）.